# La verdadera victoria
La verdadera victoria es una película en blanco y negro de Argentina dirigida por Carlos Borcosque según el guion de Arturo Cerretani y César Tiempo sobre un argumento de Héctor Canziani que se estrenó el 7 de marzo de 1944 y que tuvo como protagonistas a Pedro López Lagar, Roberto Airaldi, Nélida Bilbao y Carlos Castro.

## Sinopsis
El romance entre un corresponsal español y una argentina hija de polacos durante la invasión nazi a Polonia.

## Reparto
- Pedro López Lagar …Ernesto Aguilar
- Roberto Airaldi …Alberto Vivar
- Nélida Bilbao …Matilde Prendes
- Carlos Castro …Mario Donovan
- Enrique Chaico …Profesor
- José Maurer …Fisher
- Marta Glucksman …Martita
- Jorge de la Riestra …Hombre 1 en Casablanca
- Carlos Daniel Reyes …Hombre 2 en Casablanca
- Cándida Losada …Señora Prendes
- Enrique Quesada
- Eduardo Sosa
- Haydée Cortés
- Wilfred Borowski
- Ana Gryn
- Julián Bourges …Hombre en hotel
- Luisa Sala
- Lidia Ludwiniak ...Nena herida en un bombardeo, hija de Roberto Airaldi
- Wenceslao Ludwiniak ...Oficial del ejército
- Micaela Palko ...Refugiada

## Comentarios
Para Manrupe y Portela es un filme con excelente realización técnica, un melodrama lleno de clisés y citas a filmes similares, que incluye una "Casablanca" de estudios muy bien reconstruida en tanto Calki opinó:

"El argumento, tras un comienzo vigoroso, se estanca al extender su diálogo, plagado de fraseología y sentencias baratas, pero recobra más tarde su acción, y llega a un final melodramático, de certero efecto."